# Nitrat de coure(I)
|  | No s'ha de confondre amb Nitrat de coure(II). |

El nitrat de coure(I) és un compost iònic constituït per cations coure(1+), {\displaystyle {\ce {Cu^+}}}, i anions nitrat, {\displaystyle {\ce {NO3^-}}}, amb la fórmula química {\displaystyle {\ce {CuNO3}}}. És un compost inestable que només és conegut formant part de complexes de coordinació.